# Konjiška Gora
Konjiška gora oder Konjiško hribovje (deutsch: Gonobitzer Gebirge oder Berg) ist der slowenische Name eines Gebirgszuges in Slowenien, der geologisch und geografisch den östlichsten Ausläufer der Karawanken (die sogenannten Vitanjsko-Konjiška Karavanke) darstellt.

## Lage
Die Vitanjsko-Konjiške-Karawanken setzt sich als Bočka-Vorland mit Boč (978 m ü. M.), Donačka gora (884 m ü. M.) und Maclje fort und flacht dann in die Pannonische Tiefebene ab. Konjiška gora bildet eine natürliche Barriere zwischen dem Hügelland Dravinjske gorice, dem Dravinjska Dolina und dem Becken von Cilli. Auf der Westseite grenzt Konjiška gora an das Tal des Baches Tesnica (auch Frankolovski potok) und auf der Ostseite an den Bach Žičnica mit der Sotenska-Schlucht.

## Gipfel
Aus dem Hauptkamm der Konjiška gora ragen sieben Gipfel heraus. Im Westen liegt Jurjev vrh (674 m), gefolgt von Srobotni vrh (996 m), dem höchsten Gipfel Stolpnik (1012 m), Jelenov vrh (924 m), Tolsti vrh (870 m), Babič (749 m) und Golo Rebro (600 m).

## Burgruine Gonobitz
Am nordwestlichen Rand von Konjiška gora befindet sich die Ruine einer  der ältesten Burgen Sloweniens, Grad Konjice/Burg Gonobitz  aus dem 12. Jahrhundert.
Der ursprüngliche romanische Kern der Burg ist heute kaum noch sichtbar. In den unteren Mauern im westlichen Teil des Entwurfs ist romanisches Mauerwerk erkennbar, und auch der kleine Turm im östlichen Teil ist romanisch. Der Großteil des noch erhaltenen Mauerwerks stammt aus der Gotik. Dazu zählen insbesondere der mächtige fünfeckige gotische Turm (heute restauriert), der im 14. Jahrhundert an den Palas (Wohnhaus) angebaut wurde, sowie die massive Wehrmauerhülle, die den ehemaligen inneren Burghof auf der Nordseite umschließt.